# Anvil引擎
Anvil引擎（2006之前的開發代號為 Scimitar）是一個 遊戲引擎，於2007年由育碧軟體開發出來，被應用於Microsoft Windows, PlayStation 3, Xbox 360, Wii U, PlayStation Vita, Xbox One, 和 PlayStation 4。

## 使用Anvil引擎開發的遊戲

### 以Scimitar名義
- 刺客教條（2007）
- 波斯王子（2008）
- Shaun White Snowboarding（2008）

### 以Anvil名義
- 刺客教條2（2009）[2]
- 波斯王子：遺忘之沙（2010）
- 刺客教條：兄弟會（2010）
- 刺客教條：啟示錄（2011）

### 以AnvilNext名義
- 刺客教條III（2012）[3]
- 刺客教條III：自由使命（2012）
- 刺客教條IV：黑旗（2013）
- 刺客教條：叛變（2014）

### 以AnvilNext 2.0名義
- 刺客教條：大革命（2014）[4]
- 刺客教條：梟雄（2015）
- 虹彩六號：圍攻行動（2015）
- 極限巔峰（2016）
- 榮耀戰魂（2017）
- 火线猎杀：野境（2017）
- 刺客信条：起源（2017）
- 刺客信条：奥德赛（2018）
- 幽灵行动：断点（2019）
- 超猎都市（2020）

### 以Ubisoft Anvil名義
- 刺客信条：英灵殿（2020）
- 渡神纪 芬尼斯崛起（2020）
- 極限共和國（2021）
- 虹彩六號：撤離禁區（2022）
- 怒海戰記（2022）
- 刺客信条：影（2025）
- 波斯王子：时之砂重製（TBA）

## 技術規格
Claude Langlais（育碧蒙特婁的技術總監）表示Anvil引擎中的環境場景利用 3ds Max來建模，而角色則是利用 ZBrush來建模。
本引擎在執行時使用 Autodesk的 HumanIK中介軟體使角色在攀登與奔跑時手與腳能在正確的位置 。在《刺客教條2》時Anvil被做出多項的改良，加強內容包括增加日夜循環、增強景深距離，加入被使用於Far Cry 2的場景植被技術，增強光影、反射與特殊效果，新的服裝系統、新的AI與NPC行進導航系統。 由Hybride Technologies（被育碧收購的前製特效工作室）與Ubisoft Digital Arts製作的短片Assassin's Creed: Lineage 也使用Anvil中的場景素材來再製，以供真人演員拍攝。刺客教條III将采用新一代名叫“AnvilNext”的引擎开发。据《刺客信条》研发主管Tommy Francois称，“AnvilNext”引擎可以让屏幕上同时出现2000个人物，实现动态天气系统并且对动画系统进行革命性的创新。“AnvilNext”是刺客教條2、刺客教條：兄弟會和刺客教條：啟示錄所采用的“Anvil”引擎的升级版，"Anvil"引擎本身也是刺客教條所采用的“Scimitar”引擎的升级版。